# Belonogaster filiformis
Belonogaster filiformis är en getingart som först beskrevs av Henri Saussure 1854.  Belonogaster filiformis ingår i släktet Belonogaster och familjen getingar. Inga underarter finns listade.